# 王承斌
王承斌（1877年8月21日—1936年2月15日），字孝伯，满族，奉天省寧遠州（今辽宁兴城）人，中华民国军事人物。他是政治家吴景濂的表弟，亦是漫畫《老夫子》作者王家禧的父親。

## 生平

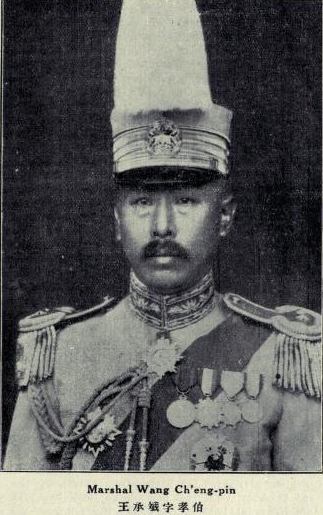

### 在曹錕的手下
早年他有志于学问，1902年（光緒28年）他入京師優等師範学堂。1905年（光緒31年）他转而当軍人，入保定北洋速成武備学堂。1907年（光緒33年）毕业後，他入保定軍官学堂。1909年（宣統元年）他毕业。。此後，王加入新軍，到長春赴任。此后他被任命为曹錕所率的第3鎮的三等参謀官。
1911年（宣統3年）10月武昌起义爆发，曹錕率第3鎮讨伐山西省的革命派。1912年（民国元年）1月，第3鎮返回北京時，王承斌加入以清朝復辟为目标的宗社党。其同僚吴佩孚遂要求曹錕罢免王承斌，遭到曹錕拒绝。因为这件事，吴和王产生了敵对关系。同年8月，王承斌任第3師第6旅第11团团長，授陸軍少将。
1913年（民国2年）秋二次革命被鎮圧後，王承斌跟随曹錕所率的第3師入湖南省，驻扎于岳州。1915年（民国4年）護国战争中，他跟随第3师远征四川省。翌年1月，他升任第3師補充旅旅長。
同年6月袁世凱死去，第3師返回北方，驻扎保定。1917年（民国6年）5月，王承斌升任直隷第1混成旅旅長、授陸軍中将銜。同年7月張勳復辟之際，王的部隊组成西路討逆軍，在吴佩孚指揮下击破了張勳。
翌年2月，他跟随曹錕讨伐南方政府，出征湖南省。曹錕軍因为吴佩孚主张和平而士气低落，王承斌遂托病停止了軍事行動。6月，王承斌升陸軍中将。

### 主導曹錕賄選
1920年（民国9年）7月直皖战争中，王承斌任直系的後路总指揮，击破皖系。同年10月升任第23師師長，兼任帮办直隷軍務。此後，王承斌致力于调整奉系張作霖和直系曹錕的关系，但因两派对立激化，調停困難。吴佩孚还向曹錕进谗言，称王承斌私通奉系，王承斌遂在直系中遭到冷遇。
1922年（民国11年）4月第一次直奉战争中，王承斌任中路总司令，击破奉系。此後，王推进了两派的停战交涉，6月停战協定签署取。同年8月任直隷省長。
1923年（民国12年）2月后，王承斌为曹錕当选总統出谋划策，成为主導。他和衆議院議長吴景濂和代理国務总理高凌霨合作收买議員。10月，曹錕当选总統。舆论称之为「賄選」。因此功績，王被曹任命为直隷軍務善後督理（直隷督理）。
此后，吴佩孚再度向曹錕进谗言攻击王承斌。王遂遭到曹錕怀疑和冷遇。1924年（民国13年）2月，王的第23師師長一職被罢免。王因此痛恨吴，逐渐和馮玉祥接近。

### 政變失势
同年10月第二次直奉战争期间，王承斌协助馮玉祥发动甲子政变（北京政变），参与拘禁了曹錕。11月，王承斌迫使曹錕辞去总統职务。此后王承斌复任第23師師長。
不久，奉系的李景林突入直隷省，王承斌的軍队被缴械。直隷省議会支持李，检察方面追诉其賄選之罪，王自此失势下野寓居天津。
1936年（民国25年）2月15日，王承斌在北平逝世。享年58歲。死后葬于家乡今兴城市元台子满族乡枣山村。
2011年，兴城市人民政府有意定王承斌墓园为县级文物保护单位，并准备重修该墓园。经书法家赵序初推荐，兴城市民政局局长郝大欣托弓挽强撰写碑文。弓挽强草拟的碑文刊登在《葫芦岛晚报》20110901期第b6版上：
将军讳承斌，字孝伯，号迂庵，奉天宁远（今辽宁兴城）人，满族，生于一八七七年八月二十一日（清光绪三年七月初七日）卒于一九三六年（中华民国二十五年）二月十五日（夏历乙亥年正月二十三日）；官至匡武上将军、陆军上将、直鲁豫巡阅副使、直隶督军、直隶省省长。将军天资聪颖，幼时启蒙于家乡私塾；及长，就读于京师优等师范学堂（今北京师范大学）；后弃文从武，考取保定速成武备学堂，毕业后升入军官学堂，即陆军大学。二十世纪二三十年代，国家积弱，群雄并起。王承斌于军阀混战中崭露头角，最终成为北洋直系军队重要将领，其地位仅次于曹锟和吴佩孚。其经历纷纭复杂，波澜壮阔，是非功过，历史自有评说——扶保清廷，不遗余力；击败辫军，再造共和。直皖战争，跃马横刀；直奉首战，指挥若定。军国大事，咸与其中，倒阁夺印，纵横捭阖。一九一九年“五四”运动期间，反对逮捕学生，力促收回青岛。贿选总统，遭到诘责；直奉再战，兵败下野；寓居津京，养性修身。一九三一年“九一八”事变之后，白山黑水，沦为敌手；日伪高官，鱼贯其门；将军不为官禄所诱，不为祸害所惧，拒不出山，梅香晚节！将军事迹，不惟信史所载，更有口碑相传——慨解私囊，独资扩修兴城文庙，崇先贤，励后学，义举荫桑梓。威名佑护梓邦，郭军未扰兴城。孝继母若亲娘，待丫鬟如女儿；敬师尊执礼甚恭，对胞弟督责以严。娘亲驾鹤，发丧保密；儿子娶妻，婚事从简。无借机敛财之举，有移风易俗之范。将军乃旧时代之旧军人，其所作所为，放诸今日，亦属难能可贵。将军其不朽兮，吾辈当奋勉兮；戮力同心建小康，先贤故里有来人！